# Dadoo
Mamadou Diouma Daniel Camara, conegut artísticament com a Dadoo (1974 a Marsella, Boques del Róine) és un cantant francès de rap d'orígens guineans i capverdians. Va debutar en 1992 al món musical amb el grup KDD. Tres anys després abandonaria la banda per iniciar la seva carrera en solitari.

## Discografia
- 1996: Opte Pour Le K (amb KDD)
- 1998: Résurrection (amb KDD)
- 2000: Une Couleur De Plus Au Drapeau (amb KDD)
- 2003: France History X